# 禮炮計劃

礼炮计划标志。

禮炮計劃（俄语：Салют）是由前蘇聯計畫的首個太空站計畫，其中包括了於1971年至1986年这15年間發射的一系列九個的單模塊（single-module）太空站。自美國阿波罗11號登陸月球後，前蘇聯不敵太空競賽，繼而變陣發展太空站去展示航天實力。
該計劃包括一系列六個科研站和三個軍事偵察站，後來更推出高度機密的阿爾馬茲（Almaz）計劃，事實上禮炮計劃本來就是為了掩護軍事太空站之用，蘇聯人不但可以提早拿來做太空站政治宣傳，並透過禮炮為幌子蓋過偵查的軍用目的，可以說是一石二鳥。而儘管如此，禮炮計劃本身也在科學突破上成就斐然，並打破多個航天記錄，其中包括幾個任務時間的記錄，第一次在太空站移交太空員從一個太空飛船到另一個，以及各種太空漫步的記錄。隨着和平號太空站計劃的落實，並於1986年2月19日順利升空，前蘇聯最終於1991年宣布結束這項計劃。

## 太空站

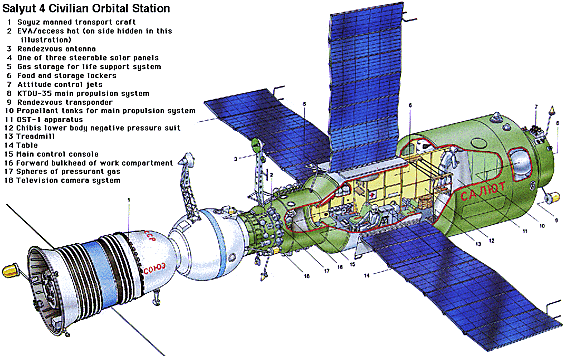
DOS-4概圖

禮炮計劃分為 DOS (軌道太空站) 科研站及 OPS (軌道試驗站) 軍事站兩部分。

### 禮炮1號
禮炮1號 (DOS-1)(俄语：Салют-1)於1971年4月19日發射升空，是歷史上第一個太空站。它的首航是聯盟10號，不過由於泊接機件問題，聯盟10號並沒有成功。第二艘太空船聯盟11號與太空站對接，太空人在太空站內逗留了23天。可惜，在聯盟11號返回地球的時候，返回艙的均壓均衡閥過早開啟，3位宇航员因此而身亡。後來禮炮1號在1971年10月11日在大氣層中被燒毀。

### DOS-2
DOS-2於1972年7月29日發射升空。它的設計與禮炮1號類似。但由於二級火箭的失敗，令太空站不能進入軌道。最後，模組墜毀於太平洋中。

### 禮炮2號
禮炮2號 (OPS-1)(俄语：Салют-2)於1973年4月4日發射升空。它不是禮炮計劃的一個真正的組成部分，而是高度機密的軍事太空站阿爾馬茲的原型。命名為禮炮2號是想掩蓋其真正性質。儘管發射成功，但兩日內未能對其保持艙壓和失去控制，失敗的原因可能是丟棄的質子號火箭上面級於軌道附近發生爆炸。1973年4月11日，在發射後11天，發生一個無法解釋的事故，四個太陽能電池板從太空站切斷所有電源。禮炮2號於1973年5月28日再入。

### 禮炮3號
禮炮3號也是高度機密軍事太空站，於1974年6月25日順利發射升空，隨後太空船聯盟14號與聯盟15號前後成功對接，且成功完成多項測試後，於1975年1月24日落入大氣層燒燬。

## 數據表
| 名稱     | 發射日期                    | 着陸日期                    | 軌道 日數 | 載人 日數 | 旅遊 數目 | 已命名 太空船 數目 | 未命名 太空船 數目 | 質量 kg |
| -------- | --------------------------- | --------------------------- | --------- | --------- | --------- | ------------------ | ------------------ | ------- |
| 禮炮1號  | 1971年4月19日 01:40:00 UTC  | 1971年10月11日 00:00:00 UTC | 175       | 24        | 3         | 2                  | 0                  | 18,500  |
| DOS-2    | 1972年7月29日               | 1972年7月29日               | 0         | 0         | 0         | 0                  | 0                  | 18,000  |
| 禮炮2號  | 1973年4月4日 09:00:00 UTC   | 1973年5月28日 00:00:00 UTC  | 54        | 0         | 0         | 0                  | 0                  | 18,500  |
| 宇宙-557 | 1973年5月11日 00:20:00 UTC  | 1973年5月22日 00:00:00 UTC  | 11        | 0         | 0         | 0                  | 0                  | 19,400  |
| 禮炮3號  | 1974年6月25日 22:38:00 UTC  | 1975年1月24日 00:00:00 UTC  | 213       | 15        | 2         | 1                  | 0                  | 18,500  |
| 禮炮4號  | 1974年12月26日 04:15:00 UTC | 1977年2月3日 00:00:00 UTC   | 770       | 92        | 4         | 2                  | 1                  | 18,500  |
| 禮炮5號  | 1976年6月22日 18:04:00 UTC  | 1977年8月8日 00:00:00 UTC   | 412       | 67        | 4         | 2                  | 0                  | 19,000  |
| 禮炮6號  | 1977年12月29日 06:50:00 UTC | 1982年7月29日 00:00:00 UTC  | 1,764     | 683       | 33        | 16                 | 14                 | 19,824  |
| 禮炮7號  | 1982年4月19日 19:45:00 UTC  | 1991年2月7日 00:00:00 UTC   | 3,216     | 816       | 26        | 12                 | 15                 | 18,900  |